# ماثيو ويست
ماثيو ويست (بالإنجليزية: Matthew West)‏ هو سياسي أمريكي، ولد في 1801، وتوفي في 26 مارس 1880. انتخب عضو جمعية ولاية نيويورك.